# Chris Feinstein
Chris Feinstein (26 mei 1967 - 14 december 2009) was een Amerikaans bassist. Hij was vooral bekend als lid van "Ryan Adams & The Cardinals".
Hij ging in 2006 bij "The Cardinals" en speelde in 2007 mee op de plaat 'Easy Tiger', op de ep Follow the Lights en in 2008 op 'Cardinology'. Hij werkte ook mee aan de soundtrack van I Am Sam uit 2002 als producer, als bassist, gitarist en drummer.
Feinstein speelde basgitaar bij diverse muzikanten, zoals op het album Loyalty van Fat Joe (2002), Yours to Keep van Albert Hammond Jr. (2006) en Seastories van Minnie Driver (2008). Feinstein werd in december 2009 dood aangetroffen in zijn appartement in New York.